# Acacia cyclosperma
Acacia cyclosperma é uma espécie de leguminosa do gênero Acacia, pertencente à família Fabaceae.